# Акціонерний банк
Акціонерний банк — кредитна установа, що є об'єднанням на підставі угоди коштів фізичних і юридичних осіб (у тому числі іноземних) з метою спільної господарської діяльності та одержання прибутку.